# 何日君再來 (1966年電影)
《何日君再來》（英語：Till the end of time）是1966年邵氏兄弟出品的一部香港愛情文藝片，由秦劍執導，陳厚、胡燕妮、張沖及何莉莉主演。本片榮獲第5屆金馬獎優等劇情片及最佳音樂。

## 劇情
章卓明（陳厚 飾）是個於外國留學的富家子，家境優渥。面對思想封建的父親（井淼 飾），卓明經常都是擅作主張，包括在外國改念音樂系和戀上夜總會歌女陳雪玲（胡燕妮 飾）。父親看不起那貧窮的歌女，希望長子與門當戶對的小姐結婚，所以撮合卓明與自己的生意伙伴之女黃綺華（何莉莉 飾），可惜的是卓明只待她如妹妹。卓明向雪玲求婚，雪玲答應，兩父子為此大鬧一場脫離關係；雪玲的外婆（歐陽莎菲 飾）最初反對二人在一起，但後來看到他們深愛彼此，便允諾同意婚事。婚後卓明待雪玲如珍寶，努力工作養活家庭，日子雖不寬裕，但卻非常幸福。雪玲的懷孕加重了卓明的負擔，過勞的他舊病復發令視力嚴重衰退，只能住院接受治療。在萬般無奈下，雪玲向卓明父親求援，可是對方提出要她離開卓明的要求，不能接受的雪玲決定重操歌女舊業。卓明不願拖累雪玲，在深夜悄悄離開。雪玲遲遲沒有卓明消息，躲在家裡意志消沉。雪玲在卓明好友梁志雄（張沖 飾）的鼓勵下在濟貧運動中獻唱，感動的卓明奔往電台與妻兒重逢。

## 角色
| 演員     | 角色   | 備註                         |
| 陳厚     | 章卓明 | 於海外留學，修讀音樂的富家子 |
| 胡燕妮   | 陳雪玲 | 夜總會歌女                   |
| 張沖     | 梁志雄 | 章卓明的朋友                 |
| 何莉莉   | 黃綺華 | 暗戀卓明                     |
| 朱芳     | 梁素貞 |                              |
| 歐陽莎菲 | 外婆   | 雪玲的外婆                   |
| 王惠芳   | 舅母   |                              |
| 田琛     | 梁父   |                              |
| 李昆     | 周國偉 |                              |
| 沈澇     | 舅父   |                              |
| 馬笑儂   | 章母   |                              |
| 井淼     | 章伯賢 | 卓明之父                     |
| 李影     |        |                              |

## 電影歌曲
| 歌名               | 演唱者 | 作曲   | 填詞   |
| 〈斷弦曲〉         | 靜婷   | 顧嘉輝 | 林以亮 |
| 〈靜靜的黑夜〉     | 靜婷   | 顧嘉輝 | 林以亮 |
| 〈採蓮謠〉         | 靜婷   | 顧嘉輝 | 林以亮 |
| 〈搖搖搖〉         | 靜婷   | 顧嘉輝 | 林以亮 |
| 〈花殘淚〉         | 靜婷   | 顧嘉輝 | 林以亮 |
| 〈都達爾和瑪莉亞〉 | 靜婷   | 顧嘉輝 | 林以亮 |

## 取景地
- 荔園
- 太平山頂[3]

## 獎項
| 年份 | 頒獎典禮    | 獎項       | 名字     | 結果 |
| ---- | ----------- | ---------- | -------- | ---- |
| 1967 | 第5届金馬獎 | 優等劇情片 | 邵氏公司 | 獲獎 |
| 1967 | 第5届金馬獎 | 最佳音樂   | 顧嘉輝   | 獲獎 |

## 外部連結
- 香港影庫上《何日君再來》的資料（繁體中文）
- 開眼電影網上《何日君再來》的資料（繁體中文）
- 时光网上《何日君再來》的資料（简体中文）
- 豆瓣电影上《何日君再來》的資料 （简体中文）
- 互联网电影数据库（IMDb）上《何日君再來》的资料（英文）